# Stern Hu
Stern Hu (tiếng Trung: 胡士泰; bính âm: Hú Shìtài; âm Hán Việt: Hồ Sĩ Thái; sinh năm 1963, tại Thiên Tân) là một thương gia Úc, đại diện cho hãng khai thác mỏ sắt Rio Tinto tại Thượng Hải. Ông tốt nghiệp Đại học Bắc Kinh trước khi sang định cư và nhập quốc tịch Úc năm 1994. Ngày 5 tháng 7 2009 ông và ba người Trung Quốc khác bị nhà nước Trung Quốc bắt giữ không bản án, với tội hối lộ và gián điệp.
Vụ bắt giữ Sturn Hu làm căng thẳng liên hệ giữa Úc và Trung Quốc, báo chí hai bên liên tục đăng tải tin tức về vụ này. Theo cơ quan của Trung Quốc thì máy tính cá nhân của Hu có những thông tin về thiết kế và thương mại của các hãng sở liên hệ rất chi tiết và quan trọng. Những thông tin này không thể tìm được bằng những phương pháp hợp lệ. Từ đó họ đưa đến kết luận rằng Hu đã mua thông tin bất hợp pháp, và là gián điệp.
Trong khi đó người chủ trước của Hu thì e ngại rằng vụ bắt giữ này có vấn đề.
Thủ tướng Úc ông Kevin Rudd, trước kia từng làm cho bộ ngoại giao của Úc tại Trung Quốc, bị chất vấn về cách phản ứng của chính quyền Úc trong vấn đề này. Nhưng ông từ chối không can thiệp, nhất là không chịu liên hệ thẳng với nhân viên cấp cao của chính quyền Trung Quốc. Ông còn cho rằng báo chí Úc làm to chuyện. Tuy nhiên, Ngoại trưởng Úc là Stephen Smith đã được sang thăm Stern Hu, và ông cho biết Hu vẫn còn khỏe mạnh.
Vụ bắt giữ này xảy ra không lâu sau khi chính phủ Úc bác bỏ không cho hãng Chinalco của Trung Quốc tăng cổ phần trong hãng Rio Tinto.
Tên Stern là do ông tự đặt cho mình. Ông học vĩ cầm từ bé và rất hâm mộ tay vĩ cầm nổi tiếng Isaac Stern.